# Пелоси, Марк
Марк Энтони Пелоси (англ. Marc Anthony Pelosi; родился 17 июня 1994 года в Бад-Зекингене, Германия) — американский футболист, полузащитник.

## Клубная карьера

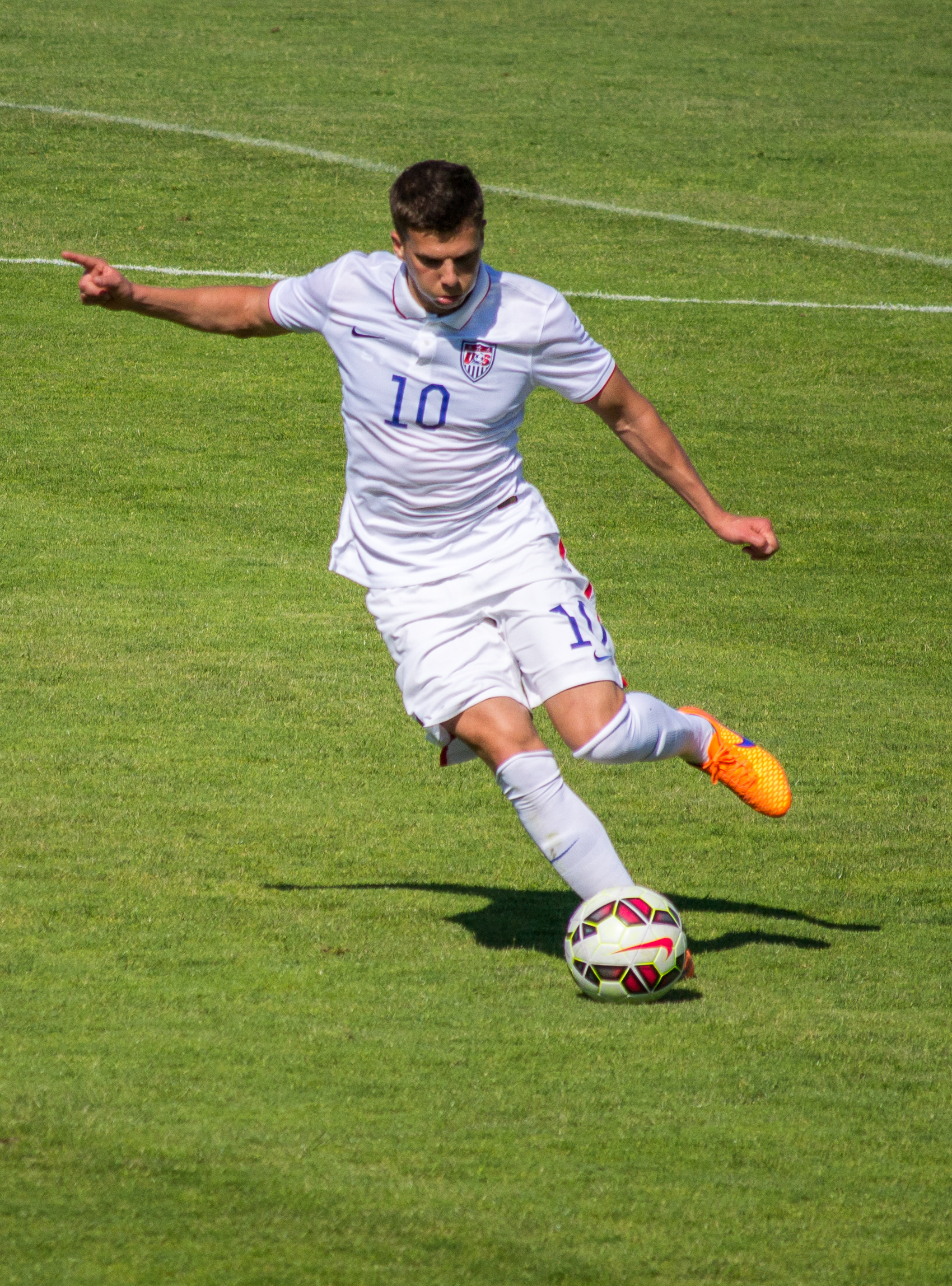
Пелоси в составе молодёжной сборной США

Пелоси — воспитанник английского клуба «Ливерпуль». Летом 2015 года после окончания академии он подписал свой первый профессиональный контракт с «Сан-Хосе Эртквейкс». 27 июля в матче против канадского «Ванкувер Уайткэпс» Марк дебютировал в MLS, заменив во втором тайме Криса Вондоловски. Из-за травмы колена он пропустил полтора года — сезон 2016 полностью и половину сезона 2017. В августе—сентябре 2017 года Пелоси находился в аренде в аффилированном клубе USL «Рино 1868». После завершения сезона 2017 «Сан-Хосе Эртквейкс» не стал продлевать контракт с Пелоси.

## Международная карьера
В 2011 году в составе юношеской сборной США Пелоси стал победителем юношеского чемпионата КОНКАКАФ в Ямайке. На турнире он сыграл в матчах против команд Канады, Панамы, Ямайки и Сальвадора. В поединках против сальвадорцев и ямайцев Марк забил по голу.
Летом того же года в составе юношеской сборной США Пелоси выступал на юношеском Чемпионате мира в Мексике. На турнире он принял участие в матчах против команд Чехии, Узбекистана и Новой Зеландии.

## Достижения
Международные
 США (до 17)
- Чемпионат КОНКАКАФ среди юношеских команд — 2011

## Личная жизнь
Марк Пелоси — дальний родственник Пола Пелоси, мужа Нэнси Пелоси, спикера Палаты представителей Конгресса США, хотя и не знаком с ними лично.